# Большая Ой
Большая Ой (Большая Ойвож) — река в России, протекает на северо-западе Удорского района Республики Коми. Левый приток реки Малая Ыя.
Длина реки составляет 13 км.
Именованные притоки:
- река Ившор (лв)[5];
- река Малая Ой (лв)[6].

## Данные водного реестра
По данным государственного водного реестра России относится к Двинско-Печорскому бассейновому округу, водохозяйственный участок реки — Мезень от истока до водомерного поста у деревни Малонисогорская. Речной бассейн реки — Мезень.
Код объекта в государственном водном реестре — 03030000112103000047467.